# 光明星1号
光明星1号（クァンミョンソンいちごう、こうみょうせいいちごう、朝: 광명성1호）は、北朝鮮が1998年8月31日のミサイル発射実験テポドン1号（朝鮮名：白頭山1号）で打ち上げたと主張している人工衛星。

## 打ち上げ
1998年8月31日のテポドン1号の発射から数日後、北朝鮮は黒色の細長いロケットが発射される映像を朝鮮中央放送を通じて公表し、人工衛星「光明星1号」の打ち上げに成功したと発表した（北朝鮮の主張はを参照）。
北朝鮮国内のテレビ放送などでは、人工衛星は地球の周回軌道に乗り電波を発していると成功を大きく報道した。打ち上げ直後に行われたマスゲームで人工衛星の打ち上げ成功を扱っており、マスゲームは準備に相当時間がかかる事も合わせて考えると、北朝鮮は人工衛星の打ち上げの成否に関わらず実験の「成功」を発表するつもりであったと推測されている。その後さらに、横たわる白い機体の映像が公表されたが、本物かどうかは明らかになっていない。
この打ち上げに対しての北朝鮮国外の見解は、「弾道ミサイル実験を兼ねた人工衛星打ち上げ説」と「純粋な弾道ミサイルの発射実験説」に分かれた。前者は、建国50周年を記念する目的で、開発したばかりのテポドン1号の多段階分離、姿勢・推力制御、誘導技術の検証をかねて、本来は液体燃料2段式のテポドン1号に固体燃料の3段目を足して人工衛星打ち上げ用ロケットとしたという見解で、後者はただ単に弾道ミサイルの発射実験であったとする見解である。
宇宙開発に詳しい者は、テポドン1号の軌道などから人工衛星打ち上げ説と見ていた。ロケットの軌道が、典型的な人工衛星打ち上げ用ロケットの軌道である、ロケットの加速に地球の自転を利用する射場からほぼ真東（北米方面ではなく南米方向）に打ち上げる軌道をとっていたからである。ただし、テポドン発射後、軌道上に北朝鮮が打ち上げたとする人工衛星は発見されておらず電波も全く観測されていない。このため、打ち上げられた人工衛星が予定の軌道にのらなかった可能性が高いと考えられる。人工衛星が軌道にのらなかった原因としては、第3段目の固体燃料の異常燃焼による爆発や、ロケットの推力不足により予定の推力を得られず第一宇宙速度を越えられなかったことによるものと推測されている。
また人工衛星打ち上げ説の根拠のひとつとして、着弾観測の有無が挙げられる。通常、ミサイルの発射実験では、ミサイルの性能のうち特に重要な命中精度を確認するために着弾観測が行なわれる。 例えば1993年5月の弾道ミサイル発射実験では、日本海の着弾地点付近に着弾観測のためと思われる北朝鮮海軍艦艇が派遣されていた。これに対して今回は着弾観測船は確認されていない。このことから人工衛星の打ち上げであったと推定されている。
なお、人工衛星を軌道上で安定させるには地上に大型の受信アンテナや軌跡を追尾するレーダーが必要とされるが、それらの受信・制御施設は少なくとも2009年4月2日の時点で北朝鮮の地上には確認されていない。

## 日本の対応
この件に関して、日本政府は独自の分析により「弾道ミサイルの発射実験」であったと断定しており、「弾道ミサイルの発射実験を目的とした人工衛星の打ち上げ」であったとするアメリカ・韓国・中国・ロシアその他の諸外国と多少主張が異なっている。日本政府はテポドン1号の打ち上げの後、情報収集衛星の打ち上げ、ミサイル防衛システムの導入を決定した。

## 人工衛星用打ち上げロケットと弾道ミサイルの関係
人工衛星打ち上げ用ロケットと弾道ミサイルは技術的に表裏一体なので軍事転用が比較的容易である。実際、米国のNASAの「タイタン」、「アトラス」、「デルタロケット（もとはソー・ミサイル）」、中国の「長征（もとは東風5型ミサイル）」など、各国で使われている人工衛星打ち上げ用をはじめとした宇宙ロケットは、大陸間弾道ミサイル（ICBM）等を基に開発されており、逆に冷戦終結後は、ウクライナの「ドニエプル（R-36Mを転用）」や「スタールト（トーポリを転用）」などのように弾道ミサイルを人工衛星打ち上げ用ロケットに転用している例もある。かつての米ソの苛烈な宇宙開発競争は、宇宙ロケット技術が核兵器を敵国へと運ぶ弾道ミサイルにそのまま転用できる事が大きく作用していた。逆に、日本は純粋に宇宙開発目的のみでロケットを開発した稀有な国とも言える。
核兵器を搭載した弾道ミサイルの開発でボトルネックとなるのは、起爆装置および再突入体の部分である。衛星軌道に乗らなかったのは再突入実験をしたためと考えることも出来るが、再突入体を北朝鮮が回収したような形跡もなくその可能性は低い。
また、たとえ今回のテポドン1号の発射が人工衛星の打ち上げを目的としていて、ロケットが高々度を通過するため国際慣行上日本への領空侵犯・主権侵害とは言えなくても、日本上空を飛翔することで日本国内にロケットの一部が落下して被害を及ぼす可能性があり、日本国民の生命と財産を脅かす行為であった事に変わりは無い。北朝鮮側の説明では、日本側の陸地を極力避けるために、理想的な打ち上げ方向の真東の方位90度から、津軽海峡上空を通過するように発射方向を方位86度に修正するとともに、2段目が日本の領海付近に落下しないよう低めの高度を飛翔する軌道を設定したとしている。しかし、例えばイスラエルは、対立する東方にあるアラブ諸国にロケットの一部が落下して紛争の火種になるのを防ぐため、地球の自転に反して西方の海向きに人工衛星打ち上げ用ロケットを打ち上げている。敵国に対してもこれだけの配慮をしている国があるのに、北朝鮮は日本に対して事前に一切の警告も無く打ち上げを行っており、最低限の配慮すら払っていないという意見がある。これに対して衛星打ち上げの事前通告は義務ではないとして北朝鮮への批判はナンセンスとする意見もある。